# Isola Piccola
Isola Piccola è un'isola italiana sita nel mar Ionio, in Sicilia.
Amministrativamente appartiene a Pachino, comune italiano del libero consorzio comunale di Siracusa.

## Descrizione
Si trova di fronte al porto di Marzamemi. Sull'isolotto si trova un villino color rosso bordeaux di proprietà della famiglia di Raffaele Brancati, medico chirurgo, nativo di Pachino ma trasferitosi a Catania dove, oltre ad esercitare la professione di medico, divenne un accademico all'Università degli Studi di Catania, presso la Facoltà di Medicina e Chirurgia. Nel villino soggiornò anche Vitaliano Brancati, cugino di Raffaele, scrittore e drammaturgo pachinese. Per tale motivo l'isola è nota anche col nome di isolotto Brancati.

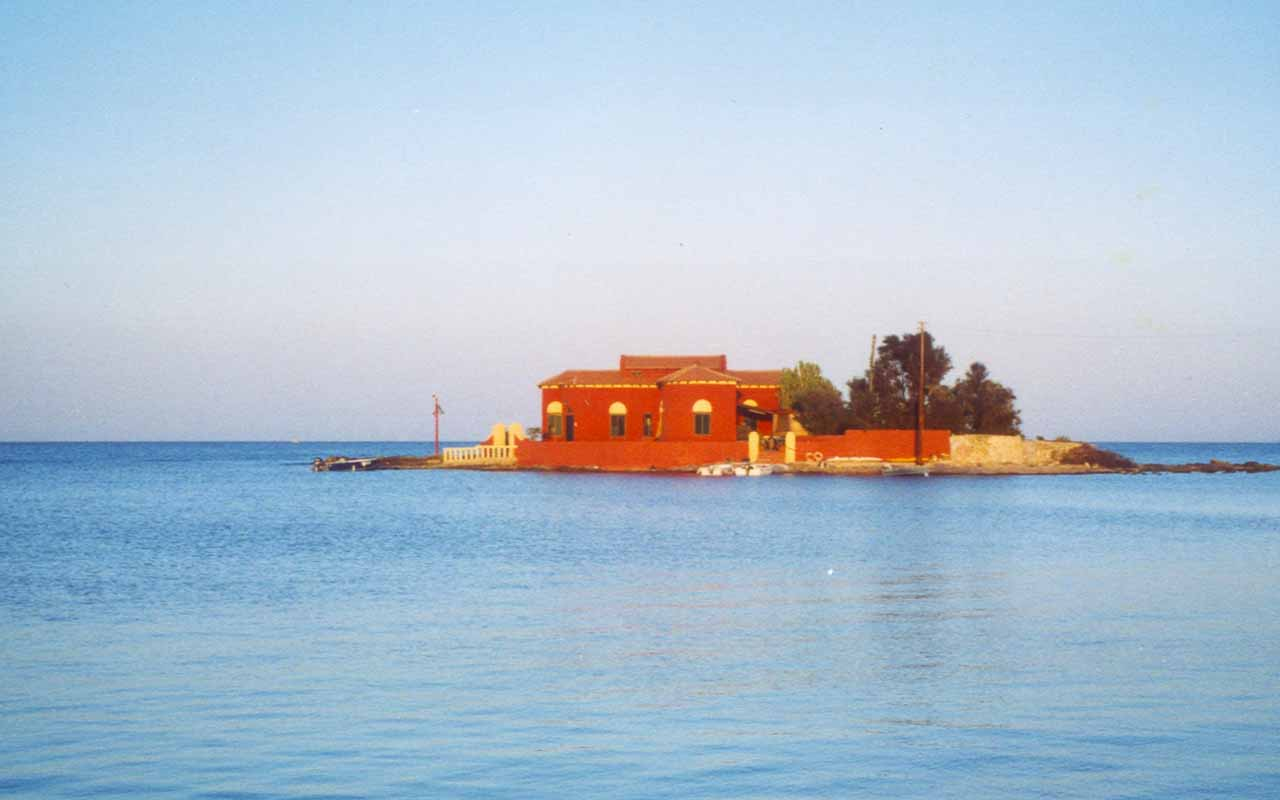
L'isolotto Brancati visto dalla spiaggia della Marinella